# Torneira

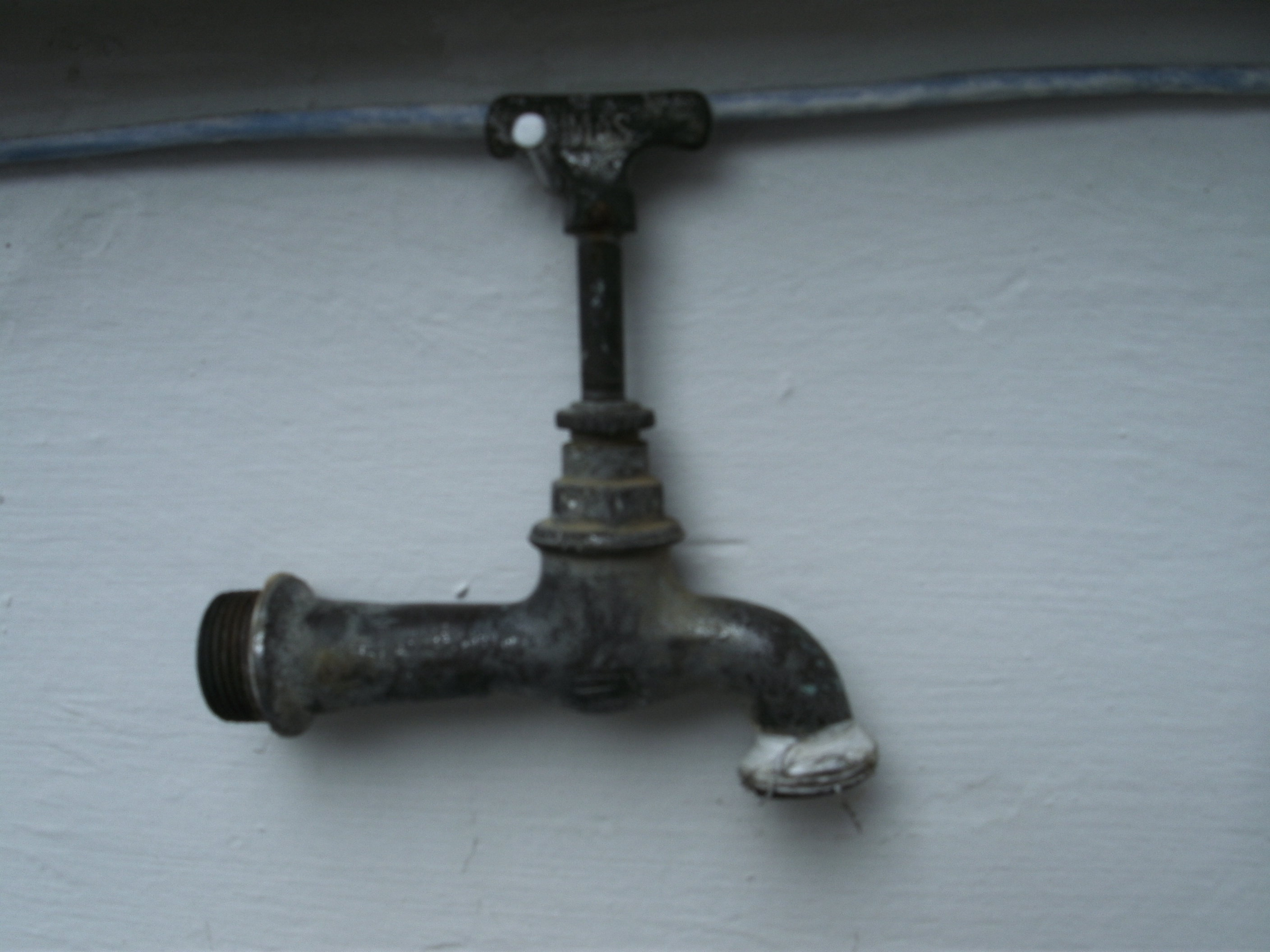
Uma torneira da década de 1960.

Uma torneira é uma peça, composta por uma chave (também conhecida como «volante») que opera como uma válvula mecânica simples, que se destina a regular (ora contendo, ora soltando) o fluxo de um fluido numa tubagem.

## Componentes
O volante ou chave, é uma peça exterior das torneiras ou válvulas, que se encontra afixada ao veio ou tubagem, por onde passa o fluído, podendo assumir os mais diversos feitios (cruz, estrela, alavanca ou disco), acciona-se com a mão, geralmente, em movimento rotativo, por molde a abrir ou fechar a passagem do fluído (líquido ou gasoso), contido na tubagem ou veio. 

## Uso
Nas habitações, as torneiras servem para controlar a saída da água, nas diversas divisões. Diferencia-se, por isso, de um contador de água, por permitir a saída de água para fora do dispositivo, não se limitando, apenas, a controlar o fluxo e a pressão desta para dentro de um imóvel.

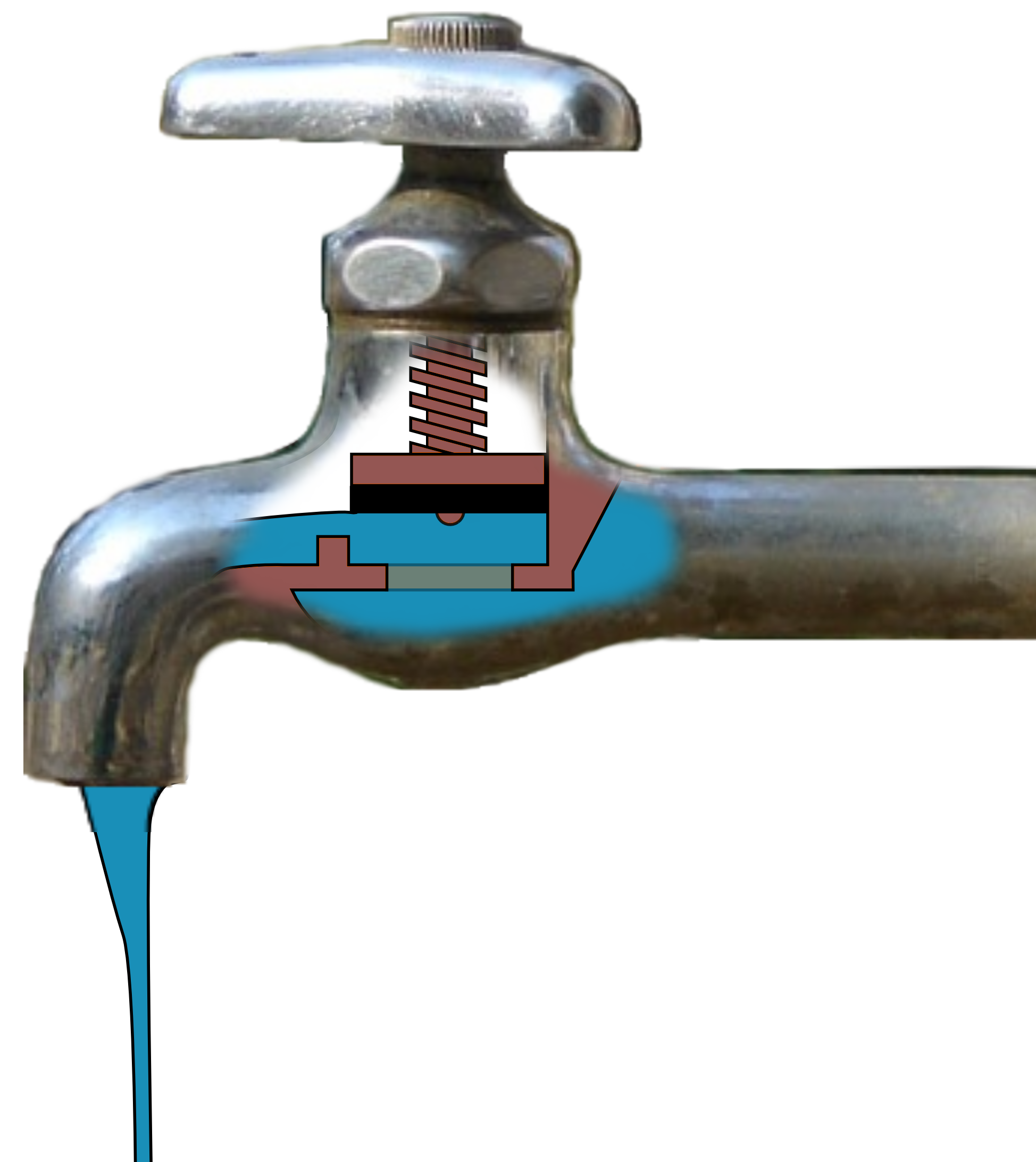
Funcionamento de uma torneira.

## Funcionamento

Animação de uma torneira pingando.

A torneira tem um corpo unido à tubagem de água ou do fluido a controlar, por onde se efectua a alimentação. No interior há um dispositivo de obturação que consiste num eixo roscado que, accionado por um manípulo acessível do exterior (o volante), permite abri-la ou fechá-la, tendo como consequência o afastamento ou a aproximação de um disco de borracha (ou, mais recentemente, de cerâmica por sofrer muito menor desgaste) que obstrui ou permite a passagem do fluido para o tubo de saída.

## Torneira termostática
É uma torneira em que é possível regular a temperatura de saída da água rodando um manípulo. O tubo de saída é único não havendo separação entre água quente e fria. É uma torneira usada especialmente nas banheiras e nas cozinhas.

## Torneiras automáticas / com sensor / eletrônicas
Torneiras que podem ter apenas o fechamento, ou a abertura e o fechamento automatizados. No primeiro caso existem dois sistemas que fazem a temporização da torneira, o sistema mecânico onde o usuário pressiona um botão liberando o fluxo da água e uma mola retorna este botão à posição inicial interrompendo o fluxo. O sistema eletrônico que reconhece o toque do usuário e aciona uma eletro-válvula que libera o fluxo de água por tempo pré-definido. Já as torneiras totalmente automatizadas são apenas eletrônicas. Através de um sensor de presença que reconhece a proximidade das mãos do usuário, sem a necessidade de contato, o que é higiênico, a eletro-válvula é acionada e libera o fluxo de água. Estas porém não são temporizadas mantendo o fluxo durante a presença do usuário e interrompendo imediatamente após sua ausência.
As torneiras com sensor já são utilizadas há muitos anos em locais onde é imperativo manter a higiene, como Lavatórios Médicos e Barreiras Sanitárias, porém com o imperativo da economia de água, sua utilização tornou-se obrigatória em instalações sanitárias de alto tráfego de pessoas.
A primeira torneira eletrônica de que se tem conhecimento foi mostrada ao público em 1985, em uma feira de Ciências na cidade de Umuarama (PR). O aluno Anisio Rodrigues dos Santos, juntamente com sua equipe de sala de aula, recebeu o troféu de 1º colocado geral, em um evento onde participavam escolas de 19 municípios da região.

### Torneiras elétricas
Existem também as chamadas "torneiras elétricas", que, para além do dispositivo da torneira propriamente dito, têm um aquecedor de água ligado à rede elétrica, proporcionando água quente, sendo utilizadas nomeadamente em locais de muito frio, e onde lavar louça com água fria pode se tornar uma atividade penosa. A utilização desses dispositivos como forma de aquecimento de água resultam em um elevado custo de energia elétrica, pelo que muitas residências estão adotando os painéis movidos a energia solar, como alternativa.